# Ljusblåa ögon
Ljusblåa ögon är ett musikalbum med det skånska dansbandet Bob Stevens från 2001 utgivet på Skåneton.

## Låtlista
Referens:
1. Ung och kär (M.Olsson)
2. Ett brustet hjärta (L.E.Ohlsson-K.Almgren)
3. Säg har du glömt (A.Nilsson-D.Henningsson)
4. Ljusblåa ögon (M.Olsson)
5. Vår kärlekssång (M.Gustavsson)
6. Min vän Helena (K.Kruuse)
7. Marie Marie (D.Alvin/L.Wiggman)
8. Vår enda sommar (E.Nilsson)
9. Angelina (T.Torderup)
10. Som en saga, som en dröm (U.Engman-B.Johnsson)
11. Älska, glömma och förlåta (The wild side of life) (W.Warren-A.Carter-G.Lindberg)
12. Något måste hända (M.Olsson)
13. Köp ringar (Trad)
14. Den gamla spinnrocken (B.Hill)